# Cucaburra
Cucaburra (via inglês; kookaburra) é o nome comum dado as aves coraciiformes do gênero Dacelo pertencentes à família dos alcedinídeos, endêmicas da Austrália, Nova Guiné e ilhas do estreito de Torres. O termo cucaburra deriva do wiradjuri guuguubarra, de origem onomatopeica de seu canto. Diferentemente de outros membros de sua família, as cucaburras não estão diretamente associadas com águas. O chamado alto e distinto da cucaburra-grande (D. novaeguineae) amplamente usado como um efeito sonoro padrão em situações que envolvem cenários de selva tropical, especialmente em filmes mais antigos.

## Taxonomia
O gênero Dacelo foi introduzido pelo zoólogo inglês William Elford Leach em 1815. A espécie-tipo é Dacelo novaeguineae. O nome Dacelo é um anagrama de alcedo, a palavra latina para martim-pescador. Um estudo molecular publicado em 2017 descobriu que o gênero Dacelo, como definido atualmente, é parafilético. Nesta ocasião, a cucaburra-bico-de-pá do gênero monotípico Clytoceyx fica dentro de Dacelo.

## Descrição
As cucaburras são os maiores representantes da família Alcedinidae com cerca de 40 a 47 cm de comprimento, sendo a cucaburra-grande (Dacelo novaeguineae) um pouco maior. A cabeça é relativamente grande e termina num bico espesso e robusto, típico dos guarda-rios. A plumagem é castanha, com riscas brancas na cabeça (cucaburra-grande) e cauda avermelhada. A cucaburra-de-asas-azuis tem manchas azuis nas asas e cauda azul. O grupo apresenta algum dimorfismo sexual, sendo as fêmeas ligeiramente maiores mas menos coloridas.
As cucaburras são aves gregárias e territoriais que vivem em pequenos grupos familiares compostos por um casal monogâmico e crias de ninhadas anteriores, que ajudam a criar os irmãos. As aves do bando comunicam entre si com frequência, através de vocalizações ruidosas que fazem lembrar gargalhadas. O casal defende o seu território com agressividade de outros membros da sua espécie e aves no geral. A alimentação é feita à base de qualquer animal pequeno o suficiente para ser apanhado, incluindo peixes, insectos, pequenos anfíbios, lagartos e até cobras.
Na época de reprodução, o casal constrói um ninho em geral num tronco de árvore, onde são colocados 2 a 4 ovos de cor branca incubados ao longo de 24 dias. Os juvenis nascem cegos, sem penas e totalmente dependentes dos cuidados dos progenitores e grupo familiar durante cerca de 13 semanas. Ao fim deste período, os juvenis passam a alimentar-se sozinhos mas permanecem no território dos pais durante duas ou três épocas de reprodução. As cucaburras podem viver até aos vinte anos.

## Espécies
Atualmente o gênero Dacelo contém quatro espécies:
| Imagem | Nome científico     | Nome comum               | Distribuição                                                   | IUCN (*) |
| ------ | ------------------- | ------------------------ | -------------------------------------------------------------- | -------- |
|        | Dacelo novaeguineae | Cucaburra-grande         | Austrália Oriental, Tasmânia e sudoeste da Austrália Ocidental | LC       |
|        | Dacelo leachii      | Cucaburra-de-asas-azuis  | norte da Austrália                                             | LC       |
|        | Dacelo gaudichaud   | Cucaburra-ruiva          | Nova Guiné                                                     | LC       |
|        | Dacelo tyro         | Cucaburra-de-lantejoulas | Nova Guiné e nas ilhas Aru                                     | LC       |